# 1964
1964 (MCMLXIV) je bilo prestopno leto, ki se je po gregorijanskem koledarju začelo na sredo.

## Dogodki
- 5. januar - v Jeruzalemu se srečata Papež Pavel VI. in patriarh Atenagoras I., kar je prvo srečanje voditeljev rimskokatoliške in pravoslavnih cerkva po 15. stoletju.
- 9. januar - izbruhne upor za suverenost nad Panamskim prekopom; v večdnevnih spopadih med ameriškimi vojaki in panamskimi civilisti je ubitih 24 ljudi.
- 29. januar – 9. februar - v Innsbrucku (Avstrija) potekajo IX. olimpijske zimske igre.
- 7. februar - The Beatles ob prihodu v Združene države Amerike doživijo bučen sprejem in sprožijo pravo »beatlemanijo«.
- 25. februar - Muhammad Ali postane svetovni boksarski prvak v težki kategoriji.
- 27. – 28. februar - na Pohorju se odvija prva Zlata lisica.
- 20. marec - ustanovljena je Evropska organizacija za raziskave vesolja, predhodnica Evropske vesoljske agencije.
- 31. marec - v državnem udaru je strmoglavljen brazilski predsednik João Goulart, s čimer se začne 21-letna diktatura vojaške hunte.
- 20. april - ameriški predsednik Lyndon B. Johnson in sovjetski premier Nikita Hruščov hkrati oznanita zmanjšanje proizvodnje materialov za izdelavo jedrskega orožja.
- 26. april - Tanganjika in Zanzibar se združita v Tanzanijo.
- 2. maj -
  - v New Yorku in San Franciscu potekajo prvi študentski protesti proti vietnamski vojni.
  - Kitajci osvojijo zadnji neosvojeni osemtisočak Šišo Pangmo.
- 24. – 25. maj - v neredih, ki izbruhnejo zaradi sodnikove odločitve na nogometni tekmi v Limi (Peru), umre 319 ljudi, 500 je ranjenih.
- 12. junij - Nelson Mandela je še s sedmimi soobtoženci v Južni Afriki obsojen na dosmrtno ječo in premeščen v zapor na otok Robben.
- 2. julij - z zakonom je ukinjena rasna segregacija v Združenih državah Amerike.
- 6. julij - Malavi razglasi neodvisnost od Združenega kraljestva.
- 16. avgust - general Nguyen Khanh prevzame oblast v Južnem Vietnamu in uvede novo ustavo, ki so jo pomagali napisati na ameriški ambasadi.
- 21. september - Malta postane neodvisna država.
- 1. oktober - na Japonskem je odprt prvi odsek hitre železnice Šinkansen med Tokiem in Osako.
- 10. – 24. oktober - v Tokiu potekajo XVIII. olimpijske igre.
- 12. oktober - Sovjetska zveza izstreli Voshod 1, prvo vesoljsko plovilo z veččlansko posadko in brez skafandrov.
- 14. – 15. oktober - Nikita Hruščov je odstavljen s položaja voditelja Sovjetske zveze, na oblast prideta Leonid Brežnjev in Aleksej Kosigin.
- 19. oktober - nekaj minut pred pristankom na beograjskem letališču strmoglavi letalo Iljušin Il-18 s sovjetsko državno delegacijo, ki bi morala sodelovati na proslavi osvoboditve mesta.
- 24. oktober - Zambija postane neodvisna država.
- 28. november -  proti Marsu je izstreljena medplanetarna vesoljska sonda Mariner 4.
- 30. december - Konferenca združenih narodov o trgovini in razvoju postane stalen organ Generalne skupščine OZN.

## Rojstva
- 15. februar - Chris Farley, ameriški filmski igralec, komik († 1997)
- 22. februar - Dan Brown, ameriški pisatelj
- 9. marec - Juliette Binoche, francoska igralka
- 21. marec - Hitoši Murajama, japonski fizik
- 30. marec - Tracy Chapman, afroameriška glasbenica, pevka, avtorica besedil
- 4. april - Ivan Korčok, slovaški politik in diplomat
- 26. maj - Lenny Kravitz, ameriški glasbenik, pevec judovskega rodu
- 19. junij - Boris Johnson, britanski politik, novinar in publicist
- 26. junij - Sandra Bullock, ameriška filmska igralka
- 16. julij - Miguel Indurain, španski kolesar
- 30. julij - Jürgen Klinsmann, nemški nogometaš
- 1. avgust - Miran Stanovnik, slovenski motociklist in politik
- 2. avgust - Vlasta Jeseničnik, slovenska novinarka
- 15. avgust - Melinda Gates, ameriška filantropinja
- 10. september - Igor Fjodorovič Letov, ruski rock glasbenik, pesnik
- 12. oktober - Martin Balluch, avstrijski filozof in aktivist za pravice živali
- 20. oktober – Kamala Harris, ameriška političarka
- 22. oktober - Dražen Petrović, hrvaški košarkar († 1993)
- 31. oktober - Marco van Basten, nizozemski nogometaš in trener
- 5. november - Alenka Godec, slovenska pevka
- 6. november - Nenad Firšt, slovenski skladatelj, dirigent in organizator
- 20. november - Jaša Jamnik, slovenski igralec in režiser
- 26. november - Vreni Schneider, švicarska smučarka
- 13. december - Arturs Krišjānis Kariņš, latvijski politik, evroposlanec in jezikoslovec
- 23. december - Eddie Vedder, ameriški glasbenik, pevec, kitarist
- 27.december - Zoran Rožič, slovenski slikar, pesnik in fotograf

## Smrti
- 11. januar - Franc Ksaver Meško, slovenski rimskokatoliški duhovnik in pisatelj (* 1874)
- 3. februar - Clarence Irving Lewis, ameriški filozof (* 1883)
- 18. marec - Norbert Wiener, ameriški matematik (* 1894)
- 5. april - Douglas MacArthur, ameriški general (* 1880)
- 12. april - Evert Willem Beth, nizozemski logik, filozof in matematik (* 1908)
- 14. april - Rachel Carson, ameriška biologinja in okoljevarstvenica (* 1907)
- 24. april - Gerhard Domagk, nemški bakteriolog, nobelovec (* 1895)
- 28. april - Alexandre Koyré, francosko-ruski filozof in zgodovinar (* 1892)
- 20. maj - James Franck, nemški fizik, nobelovec (* 1882)
- 27. maj - Džavaharlal Nehru, indijski politik (* 1889)
- 30. maj - Leó Szilárd, madžarsko-ameriški fizik (* 1898)
- 1. julij - Maks Samec, slovenski kemik (* 1881)
- 7. avgust - Earl Charles Slipher, ameriški astronom (* 1883)
- 12. avgust - Ian Fleming, britanski pisatelj (* 1908)
- 29. avgust - Juš Kozak, slovenski pisatelj (* 1892)
- 28. september - Harpo Marx, ameriški komik (* 1888)
- 20. oktober - Herbert Hoover, ameriški politik (* 1874)
- 17. december - Victor Franz Hess, avstrijsko-ameriški fizik, nobelovec (* 1883)
- 29. december - Ivan Grafenauer, slovenski literarni zgodovinar in etnolog (* 1880)

## Nobelove nagrade
- Fizika - Charles Hard Townes, Nikolaj Genadijevič Basov, Aleksander Mihajlovič Prohorov
- Kemija - Dorothy Crowfoot Hodgkin
- Fiziologija ali medicina - Konrad Emil Bloch, Feodor Lynen
- Književnost - Jean-Paul Sartre
- Mir - Martin Luther King Jr.